# Марин Преда
Марин Преда (на румънски: Marin Preda) е виден румънски преводач и писател на произведения в жанра социална драма и исторически роман, един от най-известните румънски писатели след Втората световна война.

## Биография и творчество
Марин Преда е роден на 5 август 1922 г. в село Силищя Гумещ, област Телеорман, Румъния, в многолюдното семейство на Тудор Каларасу. Завършва първите 7 класа в селото, а след това учи година в Нормалното училище в град Абруд, после в Кристур-Одорхей. През 1940 г., след Втория виенски арбитраж, учи в Букурещ. През януари 1941 г. става свидетел на бурните събития от бунта на легионерите и потискането му от Йон Антонеску. В Букурещ се среща с трансилванските бежанци и свои съграждани, установени в града. Събитията ще намерят място в романите му „Делириум“ и „Живот като плячка“. В края на учебната 1940-1941 г. полага теста за правоспособност, но поради материални затруднения напуска училище.
След напускане на училище става коректор във вестник „Тимпул“. През 1942 г. прави литературния си дебют с разказа „Изгореният“ на литературната страница „Попасури“ на вестника, където излизат и други негови разкази. В края на 1942 г. за кратко работи като чиновник в Института за статистика в Букурещ, а после става редакционен секретар във вестник „Събитието днес“. Дебютът на 20 години в литературата го насърчава и той продължава да публикува разкази: „Зъл дух“, „Акация“, „Конят“, „Нощ“, „На полето“, а после става член на литературния клуб „Сбураторул“.
В периода 1943 – 1945 г. е мобилизиран в армията, а почерпеният от това време опит е отразин в късните му произведения. През 1945 г. става коректор във вестник România liberă.
Първият му сборник с разкази „Среща от земите“ (Întâlnirea din pământuri) е издаден през 1948 г. В своето творчество младият писател се обръща към социалистическата действителност, както повечето писатели от периода на „пролетарската диктатура“. През 1952 г. става редактор на списание Viaţa românească.
През 1955 г. е издаден първият му роман „Морометевци“ от едноименната поредица. Той е социален роман илюстриращ селския живот в междувоенния и следвоенния период, като в период от двадесет години разглежда разпадането на селското социално ядро, на патриархалното семейство и унищожаването на селския дух. Романът се счита за негов шедьовър, а през 1956 г. получава за него Държавната награда. Екранизиран е в успешен филм през 1987 г. По продължението на романа също е направен филм през 2018 г.
През 1955 г. се жени за поетесата Аурора Корну, с която се развеждат през 1959 г. Жени се втори път за Ета Векслер през 1960 г., с която се развеждат през 1969 г. Жени се за третата си съпруга Елена Митев през 1968 г. и имат двама сина: Николае и Александру.
През 1965 г. заедно с Ета Векслер превеждат романа „Чума“ на Албер Камю, а през 1970 г. заедно с Николае Гане превеждат романа на Фьодор Достоевски „Демони“.
През 1968 г. е избран за вицепрезидент на Съюза на писателите, а през 1970 г. става директор на издателството „Румънска книга“. Към момента на смъртта си е депутат във Великото национално събрание на Румъния.
През 1972 г. е издаден романът му „Самотникът“, за който получава наградата на Съюза на писателите. През 1974 г. е избран за член-кореспондент на Румънската академия.
През 1980 г. в ръководеното от него издателство публикува последния му роман – „Най-обичаният от земляните“ (Cel mai iubit dintre pământeni). Романът се възприема като смела критика на комунистическия режим, с нюанса, че епохата, за която той говори, е тази на режима на Георге Георгиу-Деж.
Малко след публикуването на последния му роман, Марин Преда умира от съмнително задушаване на 16 май 1980 г. в стаята си в творческата вила на писателите в двореца „Могосоая“ в Могосоая, Илфов. Погребан е в алеята на писателите в официалното гробище „Белу“ в Букурещ.
В памет на писателя, през 1982 г. в родното му село Силищя Гумещ е открита Къща-музей „Марин Преда“. В нея се изложени картини, ръкописи и предмети, които представят неговия живот. На негово име са кръстени училища, библиотеки и улици. За 90-тата годишнина от рождението му е сечена юбилейна сребърна монета от 10 леи с неговия лик и имената на най-известните му произведения.

## Произведения
частично представяне

### Самостоятелни романи
- Risipitorii (1963)[1][2][3][4]
- Intrusul (1968)
- Imposibila întoarcere (1972)
- Marele singuratic (1972)
Самотникът, изд.: „Народна култура“, София (1974), прев. Веселина Георгиева
- Delirul (1975)
- Viaţa ca o pradă (1977)
- Cel mai iubit dintre pământeni (1980)

### Поредица „Морометевци“ (Moromeţii)
1. Moromeţii – том 1 (1955)
Морометевци, изд.: „Народна култура“, София (1957), прев. Гергана Стратиева и Тома Христов
2. Moromeţii – том 2 (1967)

### Поредица „Най-обичаният от земляните“ (Cel mai iubit dintre pământeni)
1. Cel mai iubit dintre pământeni – том 1 (1980)
2. Cel mai iubit dintre pământeni – том 2 (1980)
3. Cel mai iubit dintre pământeni – том 3 (1980)

### Поредица „Интимен журнал“ (Jurnal Intim)
1. Jurnal Intim – том 1 (2004) – дневник на писателя и други материали
2. Jurnal Intim – том 2 (2014)

### Сборници
- Întâlnirea din pământuri (1948)

### Новели
- Ana Roşculeţ (1949)
- Desfăşurarea (1952) – държавна награда
- Ferestre întunecate (1956)
- Îndrăzneala (1959)
- Friguri (1963)

### Екранизации
- 1955 Desfasurarea
- 1974 Porţile albastre ale oraşului – сценарий
- 1977 Marele singuratic – сценарий
- 1983 Intrusul
- 1984 Imposibila iubire
- 1987 Morometii
- 1993 Cel mai iubit dintre pamânteni
- 2018 Morometii 2